# Eleazer Wheelock Ripley

Eleazer Wheelock Ripley

Eleazer Wheelock Ripley (* 15. April 1782 in Hanover, New Hampshire; † 2. März 1839 im West Feliciana Parish, Louisiana), teilweise auch Eleazar geschrieben, war ein US-amerikanischer General im Britisch-Amerikanischen Krieg und Abgeordneter für Louisiana im Repräsentantenhaus der Vereinigten Staaten. Er ist nicht zu verwechseln mit dem Geistlichen Eleazar Wheelock. Sein Bruder James Wheelock Ripley war ebenfalls Anwalt, Kongressabgeordneter sowie Militärangehöriger.

## Leben
Im Jahr 1800 absolvierte Ripley das Dartmouth College in seiner Heimatstadt mit der Graduierung zum Juristen und wurde zum Advokaten bestellt. Er eröffnete eine Kanzlei in Waterville in Maine (bis 1820 ein Distrikt von Massachusetts). 1812 siedelte er nach Portland um und begann dort seine militärische Laufbahn.
Nach seiner Militärzeit praktizierte Ripley zunächst als Anwalt in New Orleans und siedelte dann nach Jackson in Louisiana über, wo er seine juristische Tätigkeit fortsetzte und ein prominenter Anwalt und Plantagenbesitzer wurde. Am 27. Juli 1830 heiratete er die Witwe Aurelia Davis, geb. Smith, und hatte mit ihr mindestens ein Kind (Aurelia, 1833–1834).
Ripley hatte über mehrere Jahre eine stark angeschlagene Gesundheit und starb am 2. März 1839 in seinem Dienstbüro, wenige Tage vor dem Ende seiner Legislaturperiode im Kongress. Er wurde auf einem privaten Friedhof in St. Francisville bestattet.

## Militärisches Wirken
Ripley begann seine militärische Laufbahn am 12. März 1812 in der 21. Infanterie mit seiner Ernennung zum Oberstleutnant durch Präsident James Madison. Entgegen der allgemeinen Unpopularität eines Krieges gegen die Engländer war er ein lautstarker Unterstützer einer Kriegserklärung. Sein angeschlagenes Ansehen stieg jedoch nach einem erfolgreichen 400-Meilen-Marsch seiner Truppen nach Plattsburgh.
Am 12. März 1813 wurde er zum Colonel befördert. Bei einem britischen Angriff auf Sackets Harbor wurde er durch eine Explosion verwundet und konnte den Rest des Jahres keinen aktiven Militärdienst mehr ausüben. Während dieser Rekonvaleszenz konzentrierte sich Ripley auf Rekrutierungsmaßnahmen für die Armee.
Am 15. April 1814 erfolgte Ripleys Beförderung zum Brigade-General. In der Folgezeit diente er unter Jacob Brown in der Niagara-Region. Doch von Beginn an war Ripley erklärt gegen die von Brown geplante Invasion der Niagara-Halbinsel, da er die eigenen Streitkräfte für zu schwach einschätzte, um bleibende Ergebnisse auf kanadischem Territorium zu erzielen. Das sorgte für erhebliche Spannungen zwischen den Männern, und Brown kam zu der Überzeugung, Ripley wäre unzuverlässig. Ripley stellte jedoch seine Zuverlässigkeit immer wieder unter Beweis, besonders als er zur Rettung der zerschlagenen Truppen von Winfield Scott bei Lundy’s Lane eingriff und dabei mehrere britische Artilleriegeschütze erbeutete.
Zunächst erhielt Ripley wenig Anerkennung für seine Leistungen, wurde jedoch am 25. Juli 1814 zum Brevet-Generalmajor befördert.
Am 1. Februar 1820 quittierte Ripley seinen Dienst beim Militär.

## Politisches Wirken
1807 und 1811 wurde er in das Repräsentantenhaus von Massachusetts gewählt, wo er in der letzten Periode auch als Speaker fungierte. 1812, nach seinem Umzug nach Portland, wurde er in den Senat von Massachusetts gewählt. 
1828 unterstützte er die erfolgreiche Präsidentschaftsnominierung von Andrew Jackson. Als „Jacksonist“ wurde Ripley in den 24. Kongress der Vereinigten Staaten gewählt und danach zweimal als Mitglied der von Präsident Jackson gegründeten Demokratischen Partei in den 25. und 26. Kongress.

## Ehrungen
Ripley erhielt am 3. November 1814 durch eine Resolution des Kongresses die Congressional Gold Medal verliehen. Zudem wurden mehrere Countys und Orte noch zu seinen Lebzeiten nach ihm benannt:
- die Stadt Ripley (Ohio) (1816)
- Ripley County (Indiana) (1816)
- die Stadt Ripley (New York) (1817)
- Ripley County (Missouri) (1833)